# Santuario di Santa Maria di Stignano
Il santuario di Santa Maria di Stignano è un edificio religioso che si trova nei pressi di San Marco in Lamis, in provincia di Foggia

## Storia
Leggenda e storia ne fanno uno dei primi santuari mariani della Capitanata e una delle più notevoli architetture del 1500. Posto sull'antica via Micaelica (una diramazione della via Francigena) all'incrocio con l'attuale SS n. 272, in un'ampia valle.
Un'antica leggenda narra che san Francesco al ritorno dall'Oriente sia passato per questa valle e abbia benedetto i suoi frutti; era il 1216.
Ricco di storia e insigne per arte, trae le sue origini in epoca medievale. Il suo nome infatti lo si trova per la prima volta in un documento del 21 settembre 1231 dell'archivio di Stato di Napoli, attestante il già esistente culto alla Vergine.
La tradizionale pietà, infatti, narra di un cieco della zona (tale Leonardo Di Falco) che, nel suo vario errare per mendicare un po' di cibo, fu sorpreso nel sonno dalla voce di una donna bellissima, la quale ad un tempo, gli ridonò la vista e gli indicò la presenza di un suo simulacro nascosto sui rami di una robusta quercia. Il miracolato avrebbe informato subito i vicini abitanti di Castelpagano i quali, colpiti dal duplice prodigio, accorsero in processione sul luogo, e costruirono una piccola chiesetta nel luogo dell'apparizione della Vergine, precisamente nel secondo arco della navata sinistra per chi entra nel tempio.
I due quadri sul tamburo dell'ingresso principale, che sono probabilmente opera del Seicento, ritraggono il miracolo e il conseguente rinvenimento. Oltre alla bella leggenda vi è la vera storia la quale grossomodo narra che in quel periodo fu ordinato di distruggere le icone e le statue che si trovavano in tutte le chiese, così alcuni monaci nascosero la statua della Madonna su di una quercia che si trovava proprio dove c'è l'attuale santuario, fino a quando non fu ritrovata da un pastore di Castelpagano che pascolava nella valle. E poi nacque la leggenda.
Secondo gli storici la chiesetta era uno dei tanti oratori che costellavano i declivi e le vette che menano da Stignano a Castelpagano (dei quali si possono ancora ammirare i ruderi di quello della SS. Trinità sulla vetta retrostante al convento e dell'altro di S. Agostino verso Castelpagano).
Tutti questi oratori trovano la spiegazione storica nel fatto che essi siano stati i primi posti di riposo e conforto ai numerosi romei che qui stazionavano prima di affrontare la restante faticosa via per la Grotta dell'Arcangelo. Oppure uno dei tanti eremi di perfezione spirituale e sicurezza nel decadere turbinoso dell'Impero romano e nel dilagare delle invasioni barbariche, al sorgere della nuova religione e al diffondersi del monachesimo.
Nel 1500, la bellezza del luogo e il crescere prodigioso della Vergine miracolosa sollecitarono il cistercense fra Salvatore Scalzo il quale, ansioso di una riforma nel suo ordine, abbandonò i confratelli monaci dell'abbazia di S. Giovanni in Lamis (l'attuale convento di S. Matteo) e si ritirò qui fondando un nuovo sodalizio e costruendo un convento accanto alla Chiesetta. Con l'aiuto del noto feudatario Ettore Pappacoda di Napoli, distrusse il vecchio oratorio e costruì questa nuova chiesa nel 1515.
Il merito fu quasi esclusivamente del Pappacoda il quale, dove era l'antico ingresso dell'oratorio sull'attuale parete di levante pose a suo vanto l'epigrafe che tuttora vi si legge. Fallito il tentativo di riforma di fra Salvatore Scalzo, nel 1560 il papa Medici, Pio IV, affidò il santuario ai frati minori osservanti. La chiesa fu poi dichiarata insigne e dotata di speciali indulgenze.
I frati minori incrementarono anche la fabbrica portando a termine la chiesa nel 1613 con la costruzione del Transetto, della Cupola, del Coro e del Campanile nel 1615. La chiesa fu consacrata nel 1679 da Vincenzo Maria Orsini, arcivescovo di Manfredonia poi divenuto papa con il nome di Benedetto XIII.
La storia narra che nel 1774 presso Rodi Garganico si arenò un capodoglio e gli abitanti del sobborgo impauriti dall'innocuo "mostro marino" invocarono l'aiuto della Madonna. Per ringraziare la Vergine della grazia ricevuta, portarono al convento due grosse ossa custodite nella sacrestia del santuario fino a quando quest'ultimo fu soggetto a diversi furti.
Fino alla metà del secolo XIX fu uno dei più grandi santuari mariani della Capitanata. La festa, che si celebrava il 15 agosto, richiamava per tutta l'estate folle considerevoli; in tale occasione il vescovo di Lucera, nel cui territorio il santuario ricadeva, inviava ben venti sacerdoti che vi svolgessero servizio di confessori.
Nei primi decenni del secolo XVII il convento, insieme a quello di San Matteo, divenne noviziato della provincia francescana di Sant'Angelo. Alla fine dello stesso secolo era superiore padre Salvatore da Morrone nel Sannio, di santa vita. Nel 1686 una persistente siccità aveva prosciugato ogni riserva d'acqua mettendo la comunità dei Frati, che non era piccola, in grave difficoltà. P. Salvatore ricorse alla Vergine di Stignano e, un giorno, dopo aver pregato con confidenza, trovò la cisterna del secondo chiostro colma di freschissima acqua. La fama di quest'acqua miracolosa si sparse dovunque sì che il Barone di Rignano, proprietario delle case addossate al convento, ne portò qualche bottiglia a Napoli dove si ottennero "molte e mirabili guarigioni", così come ricorda P. Serafino Montorio nella sua opera Zodiaco di Maria.
I frati di Stignano giravano tutta la Capitanata per la questua ed erano da tutti conosciuti. La loro ospitalità qualche volta procurò qualche imbarazzo come quando, nel 1647, al tempo della rivolta di Masaniello, avendo a Foggia preso il comando della rivolta il "notar" Sabato Pastore, alcuni nobili locali cercarono asilo a Stignano.
I padri francescani fecero di questo convento una casa di studio e di Noviziato per la formazione dei religiosi, rendendolo ambita dimora di religiosi, santi e dotti. Nei secoli posteriori il santuario subì altri rimaneggiamenti a causa di terremoti (1627) e incendi (1814).

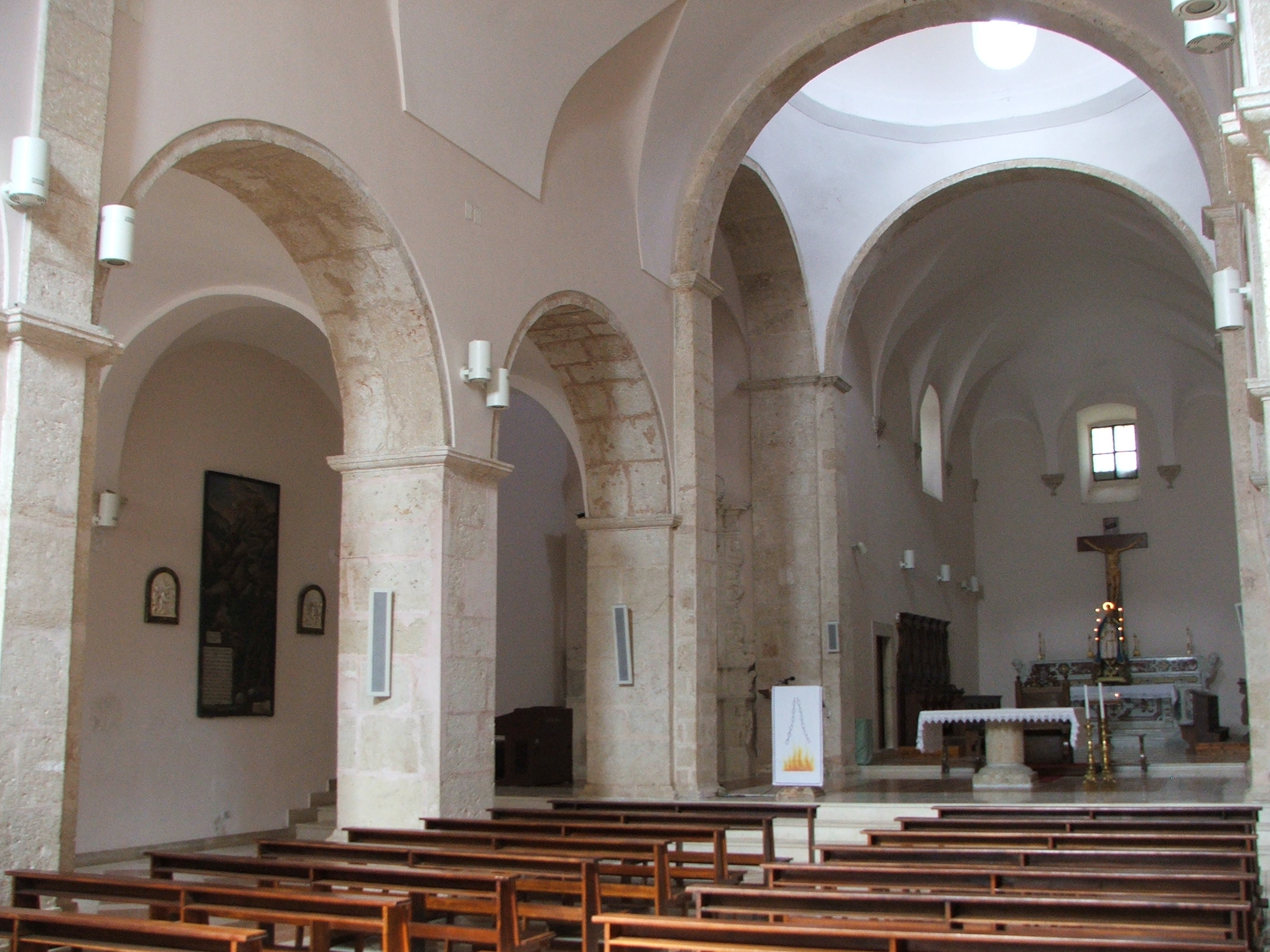
L'interno del santuario

Il 15 aprile 1863, sotto il grande arco che unisce la chiesa all'antica casa del Barone di Rignano, un colpo di fucile mise fine alla drammatica carriera di Nicandro Polignone, uno dei capi briganti di San Marco. Chiuso nel 1862 per il dilagare del brigantaggio fu riaperto nel 1864.
Per le leggi eversive del 1870 che decretavano la soppressione degli ordini religiosi e il relativo incameramento dei beni, il convento, divenuto proprietà del demanio, fu acquistato dalla nobile famiglia Centola di San Marco in Lamis, grazie alla quale e ai suoi eredi, i frati vi poterono menare vita saltuaria secondo le più o meno favorevoli vicende politiche dei tempi. L'illustre erede dott. Francesco Centola, con atto notarile di Francesco Tardio fu Massimo, del 7 ottobre 1953, donò il santuario con tutta l'annessa proprietà alla Provincia Monastica dei frati minori in Puglia, i quali si diedero subito a ripristinarlo, disponendolo con il nome di Oasi Francescana a luogo di esercizi spirituali e a studi di aggiornamento in consonanza delle nuove esigenze della chiesa nel mondo contemporaneo.

## Descrizione
Al di fuori si ammira la magnifica facciata cinquecentesca della chiesa di stile romanico abruzzese e del bel monumento a Pio XII (donato nel giugno 1966 dall'Associazione di Cultura Contardo Ferrini).
L'altare maggiore è stato progettato da Luigi Schingo da San Severo.
Nell'aula magna vi è una cattedra settecentesca con magnifiche pitture sulla vita della Madonna.
Nell'interno vi è l'incantevole loggiato cinquecentesco con il pregevolissimo pozzo del 1576 e le pitture cicliche sulla vita di san Francesco.